# Emilio Rodriguez (auteur)
Pour les articles homonymes, voir Emilio Rodriguez et Rodriguez.
Emilio D. Rodriguez est un auteur de bande dessinée philippin, né le 15 octobre 1937 à Sorsogon. Dessinateur réaliste talentueux, il fait partie des premiers auteurs philippins à avoir tenté de faire carrière aux États-Unis.

## Biographie
Après des études à l'École des Arts et métiers de Sorsogon (en), sa ville natale, Emilio Rodriguez est engagé par le doyen de l'établissement Larry Alcala (en) pour y enseigner, tout en réalisant diverses bandes dessinées pour la presse nationale, comme Carlomagno dans l'hebdomadaire Liwayway (en). En 1963, il crée avec Gemma Cruz (en) Makisig, the Little Hero of Mactan, l'histoire d'un garçonnet philippin confronté à l'invasion occidentale. Il adapte également plusieurs récits bibliques.
En 1963, Rodriguez, qui a reçu une bourse de l'Académie artistique de Cranbrook, s'installe aux États-Unis. Il y travaille brièvement pour les maisons d'éditions Gold Key et Treasure Chest, parfois avec ses compatriotes Nemesio Caravana (en), Virgilio Redondo (en) et Angel Santos. Il réalise également de nombreuses adaptations littéraires en bande dessinée.
Rodriguez s'oriente cependant rapidement vers l'illustration technique, notamment pour des marques de voitures, car cette activité est plus lucrative.